# Lizhou
Lizhou är ett stadsdistrikt och säte för stadsfullmäktige i Guangyuan i Sichuan-provinsen i sydvästra Kina. Det ligger omkring 260 kilometer nordost om provinshuvudstaden Chengdu.
Före 11 januari 2007 hade Lizhou namnet Shizhong (stadscentrum).